# 892

892(팔백구십이)는 891보다 크고 893보다 작은 자연수다.

## 수학
- 합성수로, 그 약수는 1, 2, 4, 223, 446, 892이다. 진약수의 합은 676이므로, 892는 부족수다.
- 77번째 불가촉수다. 앞의 불가촉수는 872, 다음은 894다.
- {\displaystyle 39^{6}-1}은 892로 나누어떨어진다.

## 과학
- NGC 892: 고래자리 방향에 있는 나선은하.

## 교통
- 892번 지방도 (폐지): 대한민국의 과거 지방도.

## 군사
- 892 해군 항공대(영어판): 과거 존재한 영국의 해군 항공대.

## 문화유산
- 대한민국의 보물 제892호: 대방광불화엄경소 권28~30, 권100~102

## 기타
- 연도: 892년, 기원전 892년
- 숫자를 하나씩 끊어서 읽을 경우, ‘빼앗다’라는 뜻의 일본어 단어 ‘ぱくり(파쿠리)’에서 온, 성교를 뜻하는 속어 ‘빠구리’와 발음이 비슷하여 은어로 쓰인다. 현재 892는 대한민국의 포털에서 검색할 때 성인인증이 필요하다.[a]